# 陳詞
陳詞（1500年—1535年），字子達，自號茶丘居士，直隸常州府江陰縣人，民籍，明朝政治人物。

## 生平
嘉靖七年（1528年）戊子科順天府鄉試第一百三十二名舉人。嘉靖八年（1529年）中式己丑科會試第七十六名，登第二甲第三十一名進士。授户部山西司主事，监太仓军储，又监淮安、清江浦漕关，最后捡校诸司章奏，卒年三十六

## 家族
曾祖陳昇遠；祖父陳玘，曾任義官；父陳鳳，號敔山，曾任貢士。母吳氏；繼母胡氏。重庆下。兄陳情（监生）；弟陳编、陳力。遗腹子陈之才。